# Графський заказник (Звенигородський район)
Графський заказник — гідрологічний заказник місцевого значення. Об'єкт розташований на території Звенигородського району Черкаської області, село Рижанівка.
Площа — 10,7 га, статус отриманий у 2002 році.
Охороняється штучно створена водойма, пов'язана з історичним минулим. Водно-болотний масив є регулятором гідрологічного режиму місцевості.